# Saionji Kinmochi
Saionji Kinmochi (Quioto, 23 de outubro de 1849 — 24 de novembro de 1940) foi um político e diplomata do Japão. Ocupou o lugar de primeiro-ministro do Japão de 7 de janeiro de 1906 a 14 de julho de 1908. Nos primeiros anos de reinado do imperador Hirohito foi um de seus principais conselheiros. Foi o último genrō, e o mais distinguido estadista japonês nas décadas de 1920 e 1930.

## Juventude
Nascido em Quioto, era filho do Udaijin Tokudaiji Kin'it (1821 – 1883), chefe de uma família de cortesãos (kuge). Foi adotado por outra família de cortesãos, os Saionji, em 1851. Porém cresceria perto dos pais biológicos, dado que os Tokudaiji e os Saionji viviam perto do Palácio Imperial de Quioto. Em jovem visitava o palácio com frequência como companheiro de brincadeiras do futuro Imperador Meiji, e com o passar do tempo ambos se converteriam em amigos próximos. O irmão biológico de Kinmochi, Tokudaiji Sanetsune, converter-se-ia em Daijō Daijin e esta relação íntima com a Corte Imperial ajudá-lo-ia na sua carreira política.

## Restauração Meiji
Como herdeiro de uma família nobre, Saionji participaria na política desde muito jovem e ficou conhecido pelo seu brilhante talento. Tomou parte na Guerra Boshin (1867–1868), onde se destruiria o shogunato Tokugawa e o Imperador Meiji seria o governante absoluto do país. Alguns cortesãos consideraram que a guerra era uma disputa dos samurai de Satsuma e Choshu contra os Tokugawa. Saionji reforçaria a opinião de que os cortesãos deviam tomar a iniciativa e entrar no conflito. Participou em várias batalhas como representante imperial.

## No estrangeiro
Com a Restauração Meiji, foi para França em 1871 e aí esteve durante nove anos, com o objetivo de aprender a cultura, instituições e as leis europeias, e viveu em Paris. Enquanto estava em Paris, fez amizades, incluindo com Georges Clemenceau.
Regressando ao Japão, fundou a Escola de Leis Meiji, que se converteria na Universidade Meiji.
Em 1882, Itō Hirobumi visitou a Europa para conhecer os sistemas constitucionais dos principais países europeus, e pediu a Saionji que o acompanhasse. Depois da viagem foi nomeado embaixador no Império Austro-húngaro, e posteriormente na Alemanha e na Bélgica.

## Carreira política
Ao voltar para o Japão, Saionji entrou para o Conselho Privado e serviu como presidente da Câmara dos Lordes. Foi Ministro da Educação no segundo e terceiro gabinetes de Ito (1892-1893, 1898) e no segundo gabinete de Masayoshi Matsukata. Durante este período, reforçou a qualidade do currículo educativo com base em normas internacionais.
Em 1900 juntou-se ao partido político Rikken Seiyūkai, fundado por Ito naquele ano. Com a sua experiência de viagens pela Europa, Saionji tinha um ponto de vista político liberal e apoiou o governo parlamentar. Ele foi um dos poucos políticos que defendiam que um gabinete deve ser formado a partir de uma maioria parlamentar.
Saionji substituiu Itō como presidente do Conselho Privado em 1900, e como presidente da Seiyukai Rikken em 1903.

## Primeiro-ministro
Foi primeiro-ministro do Japão por dois períodos, entre 7 de janeiro de 1906 e 14 de julho de 1908 e entre 30 de agosto de 1911 e 21 de dezembro de 1912.
A sua visão política foi influenciada durante a sua administração: ele pensou que a corte imperial não devia participar na política, algo que sucedia nos xogunatos. Isto foi visto com desconfiança pelos nacionalistas que queriam o imperador a participar na política diretamente, enfraquecendo o poder do parlamento e do gabinete. Os nacionalistas acusaram-no de "globalista".

## Últimos anos
Saionji foi nomeado genrō em 1912, e sua função principal era nomear candidatos para o primeiro-ministro ao Imperador para aprovação. Ele favoreceu partidários que poderiam formar um governo eficaz, embora ele foi capaz de nomear militares ou não-partidária, quando necessário.
Em 1919 conduziu a delegação japonesa na Conferência de Paz de Paris embora o seu papel tenha sido simbólico devido à sua saúde frágil. Em 1920 foi nomeado "príncipe" (koshaku), o posto mais alto concedido aos nobres no sistema kazoku como recompensa pelo seu serviço público.
Nos últimos anos de sua vida tentou reduzir a influência do Exército Imperial Japonês em assuntos políticos. Foi um dos conselheiros mais liberais dos Hirohito e favoreceu as relações amistosas do imperador com o Reino Unido e Estados Unidos.
Morreu no dia 24 de novembro de 1940.